# 历史考古学
历史考古学（Historical archaeology）是一种考古学形式，涉及过去或现在的地点、事物和问题，书面记录和口头传统可以为文化材料提供信息和背景。这些记录既可以补充也可以与在特定地点发现的考古证据相冲突。研究侧重于有文化的历史时期社会，而不是史前考古学的研究对象，即没有文化的史前社会。虽然他们可能没有产生记录，但生活在历史时期的工人阶级、奴隶、契约劳工和儿童等几乎不需要书面记录的人的生活也可以成为研究的对象。除非在史前时代的工业遗址中进行工业考古，否则工业考古是一种历史考古学形式，专注于工业和工业时代的遗迹和产品。

## 定义
根据这里基于方法论和理论方面给出的总体定义，古典考古学、埃及学、中世纪考古学都属于历史考古学。 然而，在实践中——主要是在美洲——历史考古学指的是现代、即1492年后时期，这在欧洲通常被称为后中世纪考古学。